# Gefecht bei Blackburns Ford
Hoke Run –
Blackburns Furt –
Erste Schlacht am Bull Run

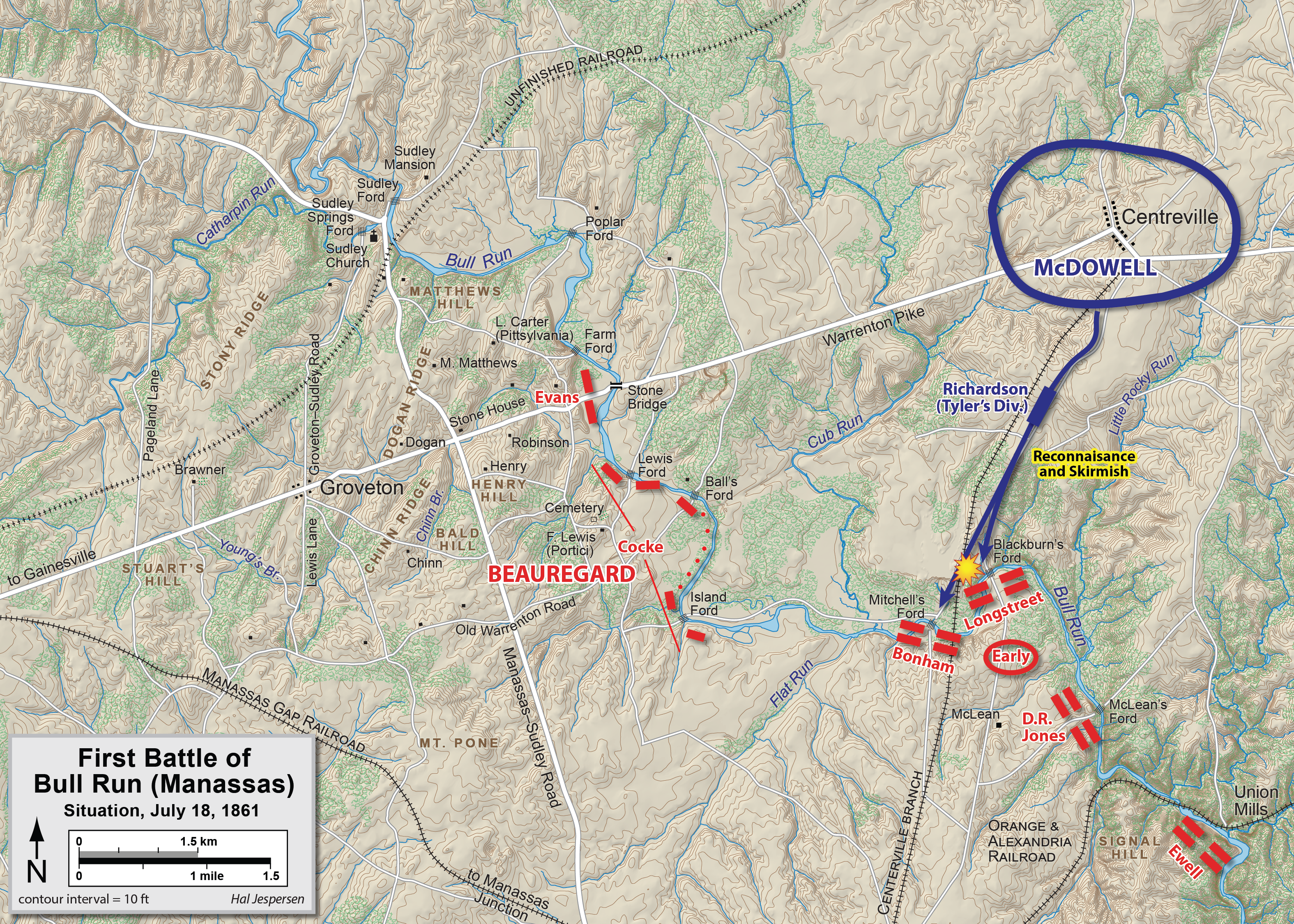
Aufklärung an Blackburns Ford
rot: konföderierte Truppen
blau: Unionstruppen

Das Gefecht bei Blackburns Ford fand am 18. Juli 1861 statt. Es war ein Gefecht des amerikanischen Bürgerkriegs im Verlaufe des Manassas-Feldzuges.
Am 16. Juli 1861 trat Brigadegeneral Irvin McDowell mit der Army of Northeastern Virginia aus Washington, D.C. heraus zum Angriff auf die konföderierte Potomac-Armee bei Manassas, Virginia an. Das Gros seiner 35.000 Soldaten war gut ausgerüstet, aber schlecht ausgebildet und bestand überwiegend aus 90-Tage-Freiwilligen, deren Dienstzeit bei einigen Regimentern bereits auslief.
McDowell beabsichtigte, die Armee P.G.T. Beauregards frontal über das Flüsschen Bull Run anzugreifen. Um herauszufinden, wie sich der Übergang über den Fluss durchführen ließ, setzte er am 18. Juli kampfkräftige Aufklärung mit der 4. Brigade unter Oberst Israel B. Richardson an. Diese Brigade traf gegen 11:30 Uhr auf die Feldwachen der dort eingesetzten Brigade Brigadegeneral James Longstreets. Unter Einsatz seiner Reserven und der seines Nachbarn, Oberst Jubal A. Earlys, gelang es Longstreet, die wiederholt vorgetragenen Angriffe der Unionstruppen abzuwehren. Die Unionstruppen wichen nach Centerville, Virginia aus.
Wegen der sehr starken Abwehr änderte McDowell seinen Operationsplan. Er entschloss sich, die Südstaatler auf deren linken Flügel anzugreifen, was drei Tage später zur ersten Schlacht am Bull Run führte.